# Juan Pablo Vargas
Juan Pablo Vargas Campos, mais conhecido como Juan Pablo Vargas (Sarchí, 6 de junho de 1995), é um futebolista costarriquenho que atua como zagueiro. Atualmente joga no Millonarios.

## Carreira

### Alajuelense
Nascido em Sarchí, Alajuela, Vargas veio das categorias de base da Alajuelense e foi promovido ao time principal pelo técnico Óscar Ramírez em 30 de maio de 2013. Ele fez sua estreia na equipe em 7 de julho, entrando como substituto na derrota por 2–1 fora de casa para a UCR; quatro dias depois, ele marcou seu primeiro gol profissional, marcando o último gol de seu time na vitória por 3–1 em casa contra o mesmo adversário.
Vargas foi principalmente uma opção de reserva durante os anos seguintes, apenas fazendo sua estreia na liga nacional em 18 de fevereiro de 2015, em uma derrota em casa por 1–2 para o Limón. Durante a temporada 2015-16, ele participou de apenas cinco partidas.

### Belén
Em 8 de junho de 2016, Vargas assinou um contrato com o Herediano e foi imediatamente emprestado a equipe do Belén para a temporada 2016–17. Em setembro, o ex-jogador da Alajuelense reclamou de sua transferência para o Herediano, depois que seus direitos federativos foram cedidos a Jacó Rays antes de seu empréstimo ao Belén. Alajuelense e Herediano só chegaram a um acordo em junho de 2017, depois que o Alajuelense garantiu 50% da transferência para qualquer clube estrangeiro.
Em dezembro de 2016, Vargas fez testes no clube mexicano Lobos BUAP, mas não deu em nada. Ele foi titular indiscutível do Belén durante a temporada, marcando quatro gols em 34 jogos na temporada.[carece de fontes?]

### Herediano
Em maio de 2017, Vargas voltou para o Herediano. Foi uma opção no banco de reservas durante o Apertura 2017, ele se tornou titular da equipe durante o Clausura 2018; sua equipe terminou em segundo lugar em ambos os torneios, perdendo ambos nas finais para o Pérez Zeledón e para o Deportivo Saprissa.[carece de fontes?]

### Deportes Tolima
Em 1 de agosto de 2018, Vargas foi transferido para o clube colombiano Deportes Tolima por empréstimo. Ele não apareceu durante o restante do ano e só fez sua estreia pelo clube no dia 23 de janeiro de 2019, entrando como substituto na vitória por 1–2 fora de casa sobre o Junior de Barranquilla.
Vargas tornou-se titular regular do Tolima antes de sofrer uma lesão no joelho em julho de 2019, que o manteve afastado por quase três meses. Ele deixou o clube em dezembro, após o término do empréstimo.

### Millonarios
Em 3 de janeiro de 2020, Vargas foi transferido ao Millonarios por um contrato de empréstimo de um ano. Em 30 de dezembro, depois de ser titular na equipe regularmente, ele foi comprado em definitivo pelo clube colombiano e assinou um contrato permanente de três anos com o clube.
Vargas alcançou grande destaque jogando pelo Millonarios no Campeonato Colombiano, com algumas comparações irônicas com ao jogador argentino Lionel Messi após uma assistência na vitória por 4–1 sobre o Cortuluá no dia 28 de agosto de 2022. Vargas jogou quando o Millionarios chegou à final da Copa Colômbia em setembro de 2022, no qual acabou com sua equipe como campeã do torneio depois de 11 anos.

## Seleção Costarriquenha
Vargas fez sua estreia na Seleção Costarriquenha na Copa Centroamericana de 2017, jogando na vitória por 3–0 sobre Belize em 15 de janeiro de 2017.[carece de fontes?] Ele marcou seu primeiro gol pela seleção nacional em uma partida das Eliminatórias da Copa do Mundo FIFA de 2022 – CONCACAF contra os Estados Unidos, marcando o primeiro gol na vitória por 2–0 em 30 de março de 2022.
Em novembro de 2022, Vargas pelo técnico colombiano Luis Fernando Suárez para integrar a Seleção Costarriquenha na Copa do Mundo FIFA de 2022, realizada no Catar.

## Estatísticas
Atualizado até 27 de julho de 2023.

### Clubes
| Equipe            | Temporada         | Campeonato nacional | Campeonato nacional | Campeonato nacional | Copa nacional[a] | Copa nacional[a] | Copa nacional[a] | Competições continentais[b] | Competições continentais[b] | Competições continentais[b] | Outros torneios[c] | Outros torneios[c] | Outros torneios[c] | Total | Total | Total   |
| Equipe            | Temporada         | Jogos               | Gols                | Assist.             | Jogos            | Gols             | Assist.          | Jogos                       | Gols                        | Assist.                     | Jogos              | Gols               | Assist.            | Jogos | Gols  | Assist. |
| ----------------- | ----------------- | ------------------- | ------------------- | ------------------- | ---------------- | ---------------- | ---------------- | --------------------------- | --------------------------- | --------------------------- | ------------------ | ------------------ | ------------------ | ----- | ----- | ------- |
| Alajuelense       | 2013–14           | —                   | —                   | —                   | 2                | 1                | 0                | —                           | —                           | —                           | —                  | —                  | —                  | 2     | 1     | 0       |
| Alajuelense       | 2014–15           | 1                   | 0                   | 0                   | —                | —                | —                | —                           | —                           | —                           | —                  | —                  | —                  | 1     | 0     | 0       |
| Alajuelense       | 2015–16           | 5                   | 0                   | 0                   | 1                | 0                | 0                | —                           | —                           | —                           | —                  | —                  | —                  | 6     | 0     | 0       |
| Alajuelense       | Total             | 6                   | 0                   | 0                   | 3                | 1                | 0                | 0                           | 0                           | 0                           | 0                  | 0                  | 0                  | 9     | 1     | 0       |
| Belén             | 2017–18           | 34                  | 4                   | 0                   | —                | —                | —                | —                           | —                           | —                           | —                  | —                  | —                  | 34    | 4     | 0       |
| Belén             | Total             | 34                  | 4                   | 0                   | 0                | 0                | 0                | 0                           | 0                           | 0                           | 0                  | 0                  | 0                  | 34    | 4     | 0       |
| Herediano         | 2018–19           | 29                  | 3                   | 1                   | —                | —                | —                | 2                           | 0                           | 0                           | —                  | —                  | —                  | 31    | 3     | 1       |
| Herediano         | Total             | 29                  | 3                   | 1                   | 0                | 0                | 0                | 2                           | 0                           | 0                           | 0                  | 0                  | 0                  | 31    | 3     | 1       |
| Deportes Tolima   | 2018              | 0                   | 0                   | 0                   | —                | —                | —                | —                           | —                           | —                           | —                  | —                  | —                  | 0     | 0     | 0       |
| Deportes Tolima   | 2019              | 17                  | 0                   | 0                   | 2                | 0                | 0                | 2                           | 0                           | 0                           | —                  | —                  | —                  | 21    | 0     | 0       |
| Deportes Tolima   | Total             | 17                  | 0                   | 0                   | 2                | 0                | 0                | 2                           | 0                           | 0                           | 0                  | 0                  | 0                  | 21    | 0     | 0       |
| Millonarios       | 2020              | 21                  | 1                   | 0                   | —                | —                | —                | 4                           | 0                           | 0                           | —                  | —                  | —                  | 25    | 1     | 0       |
| Millonarios       | 2021              | 35                  | 0                   | 2                   | 2                | 0                | 0                | —                           | —                           | —                           | —                  | —                  | —                  | 37    | 0     | 2       |
| Millonarios       | 2022              | 33                  | 2                   | 1                   | 5                | 0                | 0                | 2                           | 0                           | 0                           | —                  | —                  | —                  | 40    | 2     | 1       |
| Millonarios       | 2023              | 19                  | 2                   | 0                   | —                | —                | —                | 9                           | 0                           | 1                           | —                  | —                  | —                  | 28    | 2     | 1       |
| Millonarios       | Total             | 108                 | 5                   | 3                   | 7                | 0                | 0                | 15                          | 0                           | 1                           | 0                  | 0                  | 0                  | 130   | 5     | 4       |
| Total na carreira | Total na carreira | 194                 | 12                  | 4                   | 12               | 1                | 0                | 19                          | 0                           | 1                           | 0                  | 0                  | 0                  | 225   | 13    | 5       |

- a. ^ Jogos da Copa Costarriquenha e da Copa Colômbia
- b. ^ Jogos da Liga dos Campeões da CONCACAF, da Copa Libertadores da América e da Copa Sul-Americana
- c. ^ Jogos de outros torneios

### Seleção Costarriquenha
| Ano   |       |      |         |
| Ano   | Jogos | Gols | Assist. |
| ----- | ----- | ---- | ------- |
| 2017  | 1     | 0    | 0       |
| 2018  | 1     | 0    | 0       |
| 2019  | 2     | 0    | 0       |
| 2020  | 1     | 0    | 0       |
| 2022  | 9     | 2    | 0       |
| 2023  | 6     | 1    | 0       |
| Total | 20    | 3    | 0       |

| Ano   |       |      |         |
| Ano   | Jogos | Gols | Assist. |
| ----- | ----- | ---- | ------- |
| 2017  | 1     | 0    | 0       |
| 2018  | 1     | 0    | 0       |
| 2019  | 2     | 0    | 0       |
| 2020  | 1     | 0    | 0       |
| 2022  | 9     | 2    | 0       |
| 2023  | 6     | 1    | 0       |
| Total | 20    | 3    | 0       |

Expanda a caixa de informações para conferir todos os jogos deste jogador, pela sua seleção nacional.
Principal
|     | Data                   | Local                                                        | Resultado | Adversário     | Gol(s) | Assist. | Competição                     |
| --- | ---------------------- | ------------------------------------------------------------ | --------- | -------------- | ------ | ------- | ------------------------------ |
| 1.  | 15 de janeiro de 2017  | Estádio Rommel Fernández, Cidade do Panamá                   | 3–0       | Belize         | 0      | 0       | Copa Centroamericana           |
| 2.  | 11 de setembro de 2018 | Estádio Osaka Expo '70, Osaka                                | 0–3       | Japão          | 0      | 0       | Amistoso                       |
| 3.  | 22 de março de 2019    | Estádio Nacional Doroteo Guamuch Flores, Cidade da Guatemala | 0–1       | Guatemala      | 0      | 0       | Amistoso                       |
| 4.  | 26 de março de 2019    | Estádio Nacional da Costa Rica, San José                     | 1–0       | Jamaica        | 0      | 0       | Amistoso                       |
| 5.  | 16 de novembro de 2020 | Estádio Municipal de Ipurua, Eibar                           | 1–2       | País Basco     | 0      | 0       | Amistoso                       |
| 6.  | 27 de janeiro de 2022  | Estádio Nacional da Costa Rica, San José                     | 1–0       | Panamá         | 0      | 0       | Eliminatórias da Copa do Mundo |
| 7.  | 30 de janeiro de 2022  | Estádio Azteca, Cidade do México                             | 0–0       | México         | 0      | 0       | Eliminatórias da Copa do Mundo |
| 8.  | 2 de fevereiro de 2022 | Independence Park, Kingston                                  | 1–0       | Jamaica        | 0      | 0       | Eliminatórias da Copa do Mundo |
| 9.  | 24 de março de 2022    | Estádio Nacional da Costa Rica, San José                     | 1–0       | Canadá         | 0      | 0       | Eliminatórias da Copa do Mundo |
| 10. | 27 de março de 2022    | Estádio Cuscatlán, San Salvador                              | 2–1       | El Salvador    | 0      | 0       | Eliminatórias da Copa do Mundo |
| 11. | 30 de março de 2022    | Estádio Nacional da Costa Rica, San José                     | 2–0       | Estados Unidos | 1      | 0       | Eliminatórias da Copa do Mundo |
| 12. | 2 de junho de 2022     | Estádio Rommel Fernández, Cidade do Panamá                   | 0–2       | Panamá         | 0      | 0       | Liga das Nações da CONCACAF    |
| 13. | 27 de setembro de 2022 | Suwon World Cup Stadium, Suwon                               | 2–1       | Uzbequistão    | 0      | 0       | Amistoso                       |
| 14. | 1 de dezembro de 2022  | Estádio Al Bayt, Al Khor                                     | 2–4       | Alemanha       | 1      | 0       | Copa do Mundo                  |
| 15. | 28 de março de 2023    | Estádio Nacional da Costa Rica, San José                     | 0–1       | Panamá         | 0      | 0       | Liga das Nações da CONCACAF    |
| 16. | 20 de junho de 2023    | Subaru Park, Chester                                         | 1–3       | Equador        | 0      | 0       | Amistoso                       |
| 17. | 26 de junho de 2023    | DRV PNK Stadium, Fort Lauderdale                             | 1–2       | Panamá         | 0      | 0       | Copa Ouro                      |
| 18. | 30 de junho de 2023    | Red Bull Arena, Harrison                                     | 0–0       | El Salvador    | 0      | 0       | Copa Ouro                      |
| 19. | 4 de julho de 2023     | Red Bull Arena, Harrison                                     | 6–4       | Martinica      | 1      | 0       | Copa Ouro                      |
| 20. | 8 de julho de 2023     | AT&T Stadium, Arlington                                      | 0–2       | México         | 0      | 0       | Copa Ouro                      |

## Títulos
Alajuelense
- Campeonato Costarriquenho: Invierno 2013

Millonarios
- Copa Colômbia: 2022
- Campeonato Colombiano: Apertura 2023